# Nomioides feai
Nomioides feai är en biart som beskrevs av Joseph Vachal 1894. Nomioides feai ingår i släktet Nomioides och familjen vägbin. Inga underarter finns listade i Catalogue of Life.